# 小小戀歌
《小小戀歌》（日語：小さな恋のうた）是日本沖繩縣出身樂團MONGOL800的一首歌曲作品，收錄於該樂團第2張錄音室專輯《MESSAGE》中，是MONGOL800最具代表性的歌曲之一。

## 簡介
《小小戀歌》收錄於總銷量近300萬張、在日本的獨立製作唱片中非常少見的熱賣專輯《MESSAGE》，和另一首歌曲《特別為你》（あなたに）一樣是專輯的主打歌曲。除了是MONGOL800的代表作之外，也是在日本非常受歡迎的一首搖滾類情歌。
發行當時曾在Oricon卡拉OK榜上連續14週第2位。之後，《小小戀歌》仍然是日本民眾在卡拉OK最愛點唱的歌曲之一，常年在卡拉OK年度榜的前列位置。曾在2002年度獲得日本音樂下載著作權使用費第4位的佳績。
2007年，《小小戀歌》被山下智久和長澤正美主演的賣座富士月九劇《求婚大作戰》選作為與劇情相關的插曲，再一次掀起《小小戀歌》的熱潮。
香港歌手林欣彤2011年的首張個人唱片《Vocalist》中，《平凡明星》亦是改编自此曲。

## 翻唱
《小小戀歌》曾多次被日本國內與他國的藝人翻唱：
- 澤知惠
- 大山百合香
- Hearts Grow
- 夏川里美
- 新垣結衣（2009年在横滨海岸與3,000名中學生、高中生合唱，作为隨身聽產品（索尼Walkman）電視廣告歌曲[3]）
- 安德魯·W·K
- Little Turtles
- SISTER KAYA
- 阿部恭子
- 倖田來未
- Naomile
- Goose house
- 宮野真守
- 天月
- 高橋李依（《擅長捉弄人的高木同學》第一季第9、10集片尾曲）
- 莉犬
- HoneyWorks（feat.初音未來）
- 法元明菜
- 石見舞菜香（《關於我在無意間被隔壁的天使變成廢柴這件事》片尾曲[4]）
- WANIMA
- 艾莉莎·米哈伊洛芙娜·九条（上坂堇）（《不時輕聲地以俄語遮羞的鄰座艾莉同學》第5集片尾曲[5]）